# Karla frukt

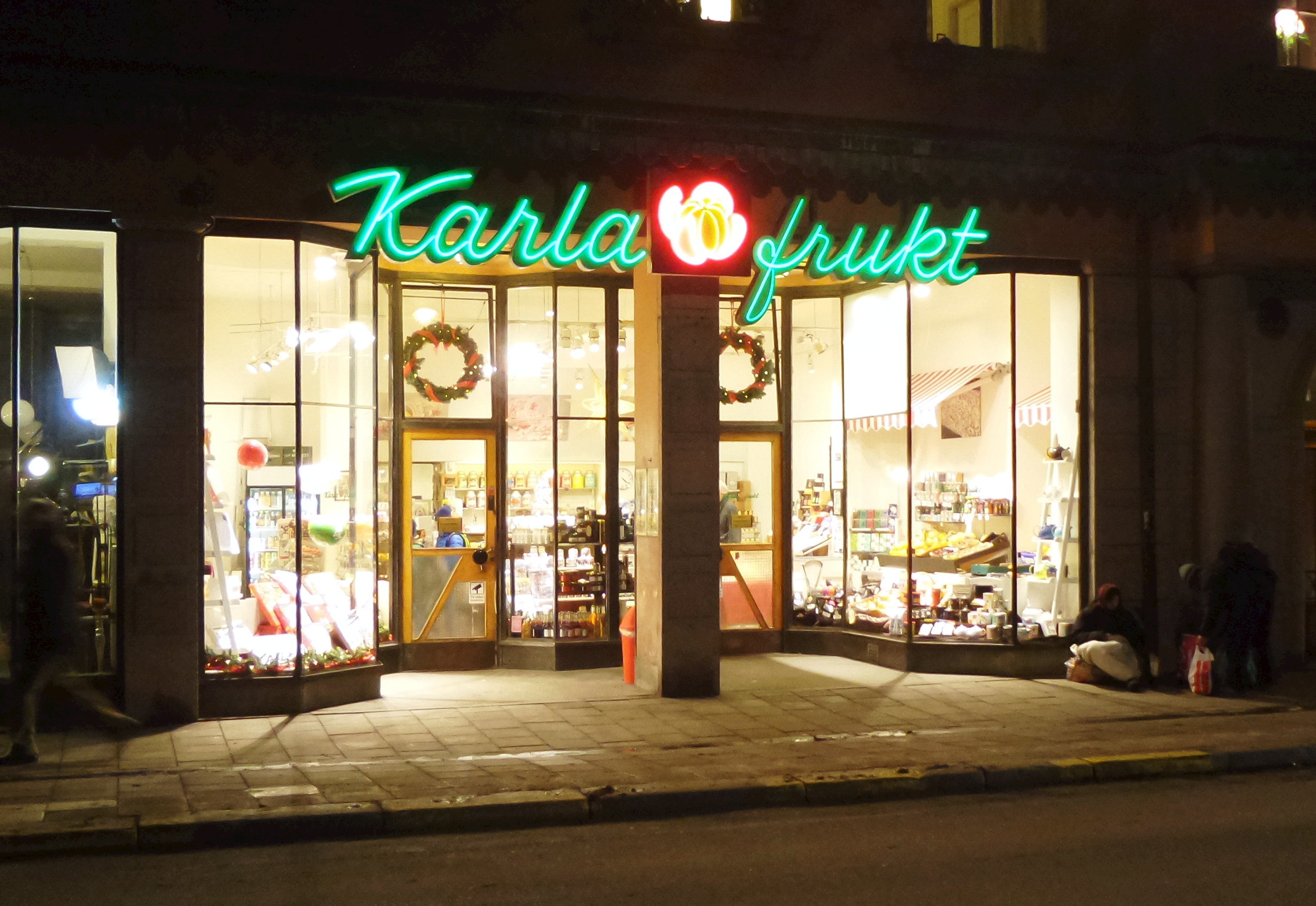
Karla frukt i november 2014.

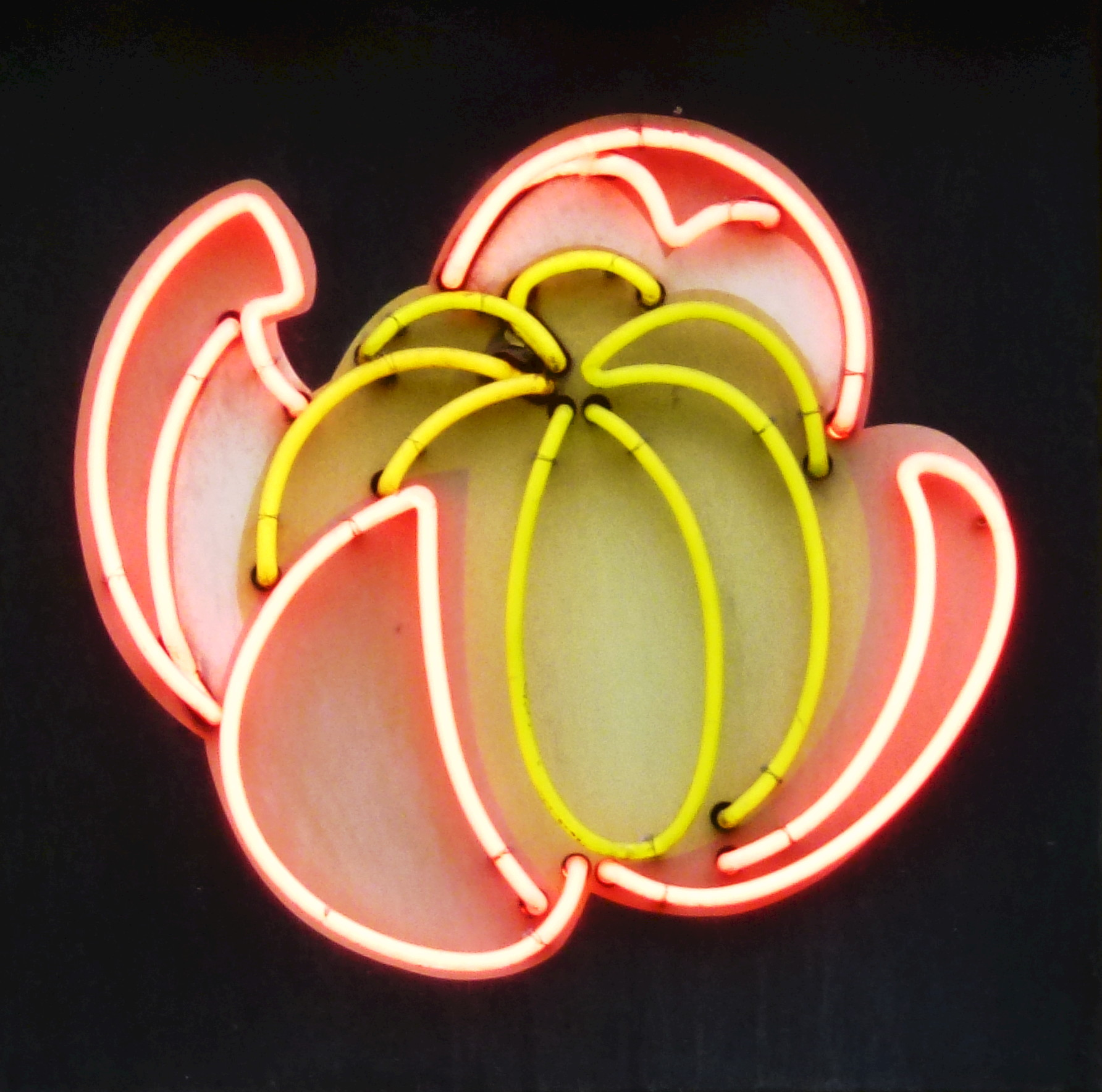
Den skalade apelsinen.

Karla frukts neonskylt finns vid Karlavägen 72 på Östermalm i Stockholm. Skylten hör till Stockholms klassiska ljusreklam och vann tävlingen om Lysande skylt år 2013. Tävlingen arrangeras sedan 2011 av Stockholms stadsmuseum.

## Historik
Karla frukt etablerades redan 1928 och butiken öppnades i mitten av 1960-talet vid Karlavägen 72, inte långt från Karlaplan. Då tändes även neonskylten med den lysande, halvt skalade apelsinen i gult och rött, flankerad av texten ”Karla” och ”frukt” i grönt. Skylten ritades av frukthandlaren Nils Tauson och tillverkades av skyltföretaget Morneon. Samma lysande apelsin fanns redan före 1960-talet på ett tiotal fruktbutiker i Stockholm som hörde till familjeföretaget Frukt Bernhard.

## Juryns motivering
”En ljusskylt som toppas med en neonapelsin, mot en bakgrund i grönt, lockar till fruktaffären. Sedan 1960-talet pryder Karla frukt sin plats i Stockholm by night.”
Bland de övriga nominerade var:
- "T-symbolen", Stockholms tunnelbana
- "Sagaskylten", Kungsgatan 24